# Sociaaldemocratische Partij (Andorra)

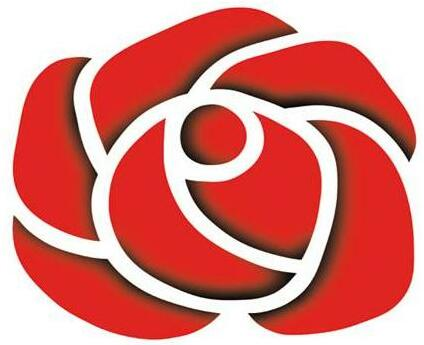
Logo

De Sociaaldemocratische Partij (Catalaans: Partit Socialdemòcrata) is een Sociaaldemocratische partij in Andorra, en tevens de op een na grootste partij van het land. Op 24 april 2005 kreeg de partij bij de verkiezingen 38,1% van de stemmen, waarmee de partij 11 van de 28 zetels kreeg in de Algemene Raad van de Valleien. Mariona Gonzàlez is de leider van de partij.